# Llengua a l'escarlata

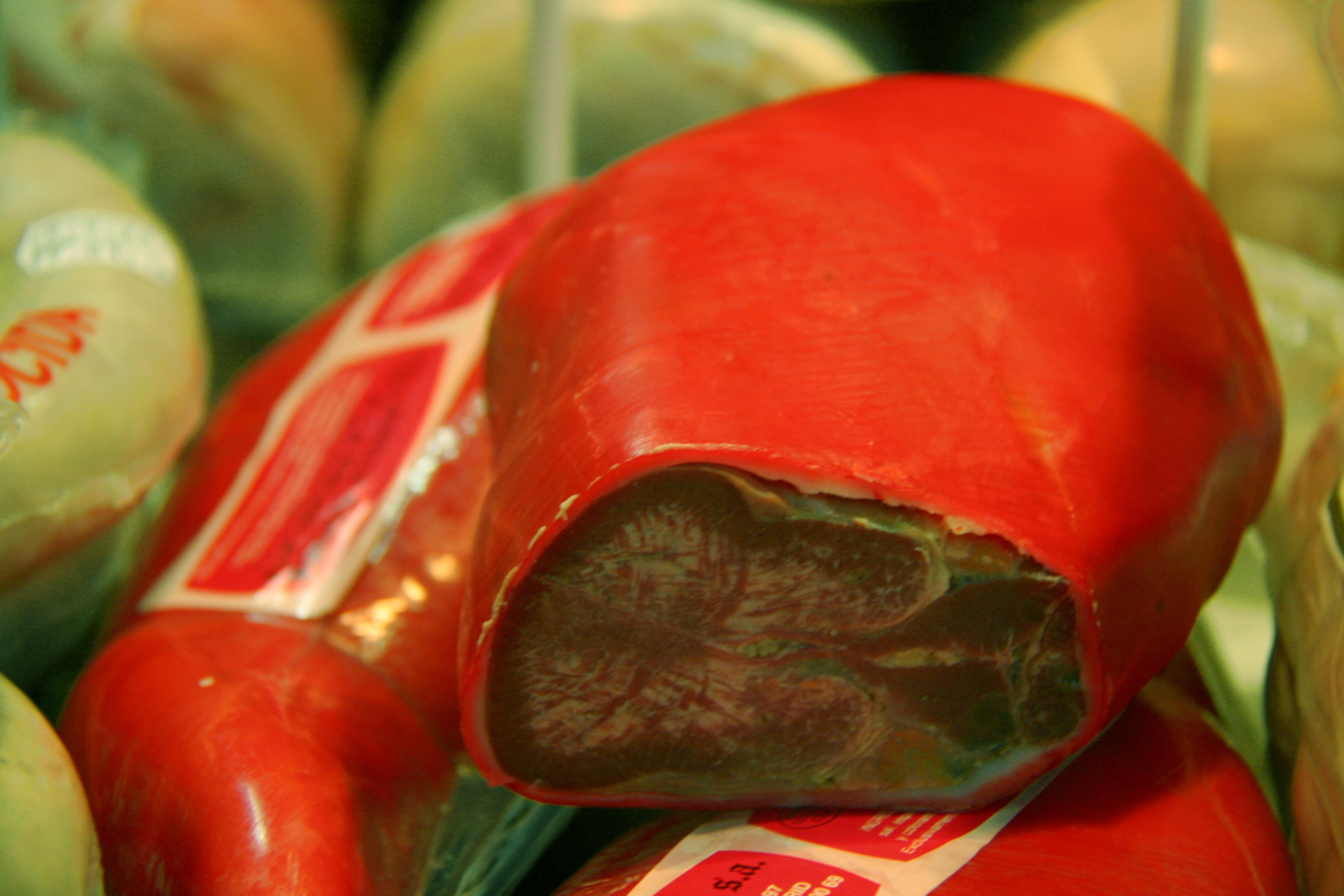
Una llengua escarlata, mostrant el tall típic.

La llengua escarlata es tracta d'un companatge elaborat amb llengua de boví. Sol preparar-se en salaó i la seua textura, així com el seu sabor la van fer molt popular en els berenars i pícnics de finals del segle xix i començaments del segle xx. El color rogenc de la llengua, que li dona el nom d'escarlata, és a causa dels processos de nitració durant les primeres fases de salaó. Sol servir-se tallada en fines rodanxes.

## Característiques

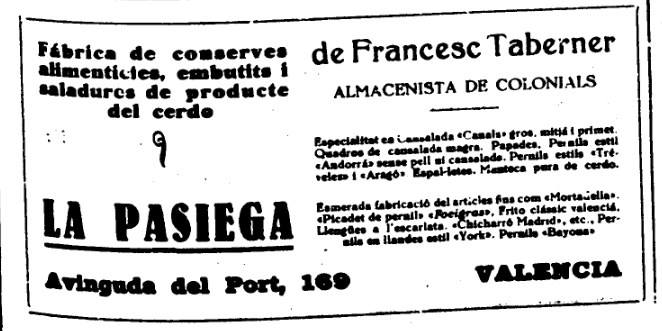
Publicitat de Llengua a l'escarlata a un comerç de València, 1933.

La llengua escarlata és una preparació amb sal que permet elaborar un companatge de molt baix contingut en greix. La salaó es realitza sobre una llengua de boví i es deixa reposar durant prop d'una setmana en abundant sal. Cada peça sol pesar entorn dels dos quilos. Després d'això es cou durant un parell d'hores (el temps dependrà de la grandària de la peça), es deixa reposar en el seu brou. Solen tallar-se unes fines teles de cansalada i se sol embolicar la llengua en el mantell escatat que es forma, després d'això la peça s'emboteix en un budell amb la cura que no es desmunte la capa de cansalada. La cansalada es posa perquè l'embotit conserve la seua textura i no perda humitat posant-se negre. Després d'esta operació la llengua embotida s'escalda i es deixa refredar. Ja fred es daura la pell amb carmí vegetal.

## Usos
Se sol servir com a embotit, encara que en algunes ocasions s'empra en l'elaboració d'algunes salses com és el cas de la Zíngara o Zigeunersauce.